# Джонсон, Гарри (боксёр)
Гарри Х. Джонсон (англ. Harry H. Johnson; 10 августа 1887 – 16 декабря 1947) — британский боксёр, бронзовый призёр летних Олимпийских игр 1908 года.
На Играх 1908 года в Лондоне Джонсон состязался в весовой категории до 63,5 кг. Дойдя до полуфинала, он занял третье место и выиграл бронзовую медаль.